# Der Dom (Buchreihe)
Der Dom – Bücher deutscher Mystik war der Titel einer von Hans Kayser herausgegebenen Buchreihe mit Texten der deutschen Mystik, die zwischen 1919 und 1927 im Leipziger Insel Verlag in 13 Bänden erschienen war.

## Editionsgeschichte

### Sammlung deutscher Bücher 1917 mit dem Reihennamens als Vorläufer
Bereits 1917 erschienen unter dem Titel „Der Dom. Eine Sammlung deutscher Bücher“ mindestens 19 Titel insbesondere mit Briefen, Reden und Sprüchen deutschsprachiger Dichter, Philosophen und Komponisten, wie Goethe und Schiller, Herder, Lessing, Fichte oder Beethoven, Schumann und Wagner, zum einheitlichen Preis von 2,80 Mark. Danach fand der Reihentitel im Verlag aber zunächst keine weitere Verwendung; in den einschlägigen Bibliografien des Insel Verlages ist er in diesem Zusammenhang auch nicht zu finden.

### Texte der deutschen Mystik in der Reihe „Der Dom“

#### Erscheinungsweise der Reihe ab 1919
Im letzten Kriegsjahr war dann vom Verlag für den Reihentitel eine neue, weitaus treffendere Verwendung vorgesehen: Als Symbol des mittelalterlichen Kirchenbaus sollte der Name Der Dom nun als Dach für eine geplante Reihe mit Texten der deutschen Mystik  dienen, worüber Katharina Kippenberg dem Dichter Rainer M. Rilke im Juli 1918 berichtete. Dazu hatte Anton Kippenberg zur selben Zeit mit dem vorgesehenen Herausgeber Hans Kayser verbindliche Absprachen getroffen. Der erste Band von Gustav Theodor Fechner erschien dann 1919, 2 weitere Bände folgten 1920, drei weitere im Folgejahr. Im Verlagsverzeichnis Die Bücher des Insel Verlags Weihnachten 1919, mit dem die ersten vier Reihentitel angekündigt wurden, war für die Reihe noch ein Umfang von zunächst zwölf Bänden angegeben. In einer späteren Verlagswerbung war dann von insgesamt 14 geplanten Reihenbänden die Rede. Den Abschluss der Reihe mit der damals gerade als 13. Band erschienenen Eckhart-Ausgabe kündigte dann jedoch das Weihnachtsverzeichnis der Verlagsproduktion 1927 an.

#### Ausstattung

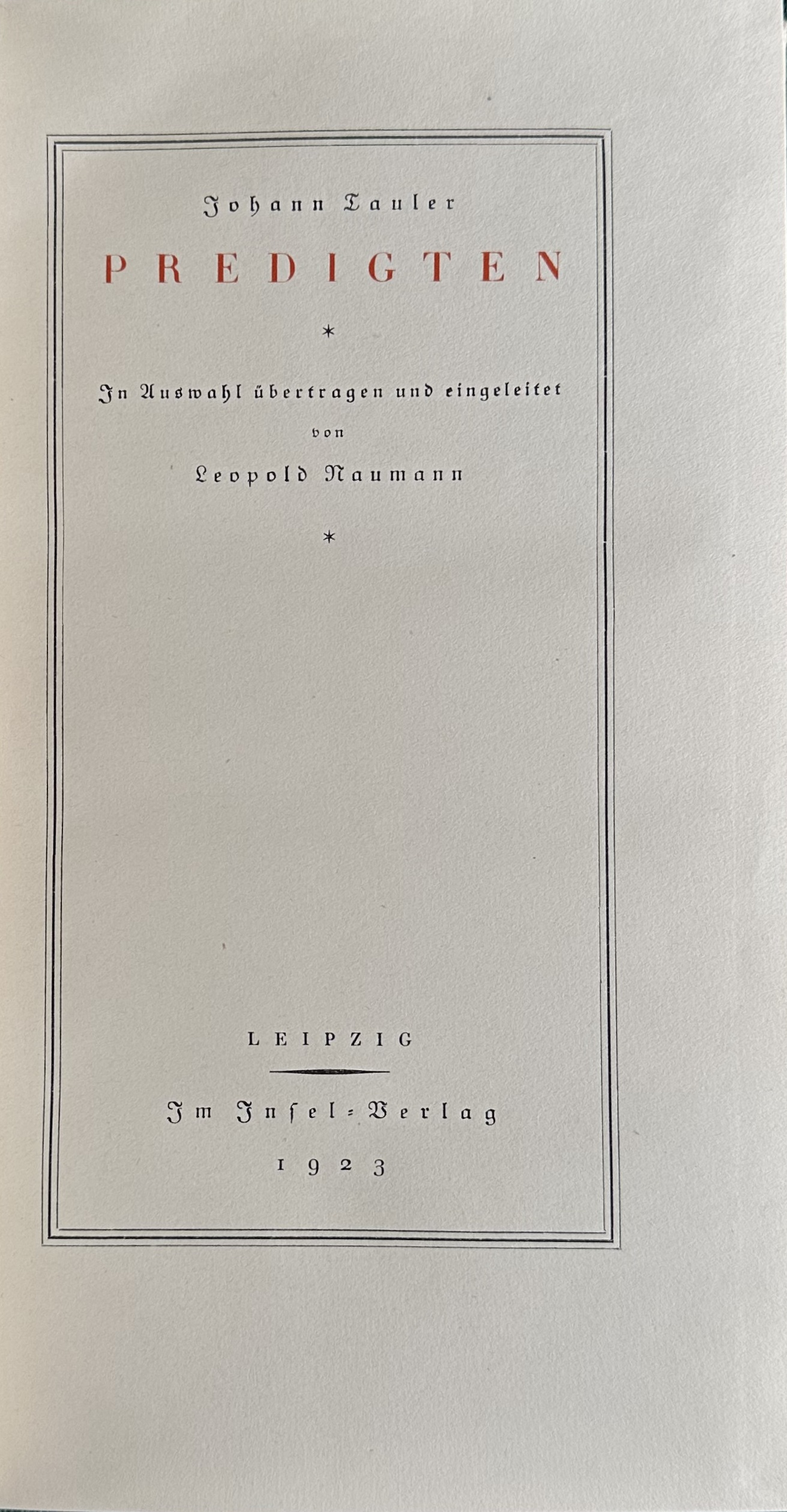
Titelblatt

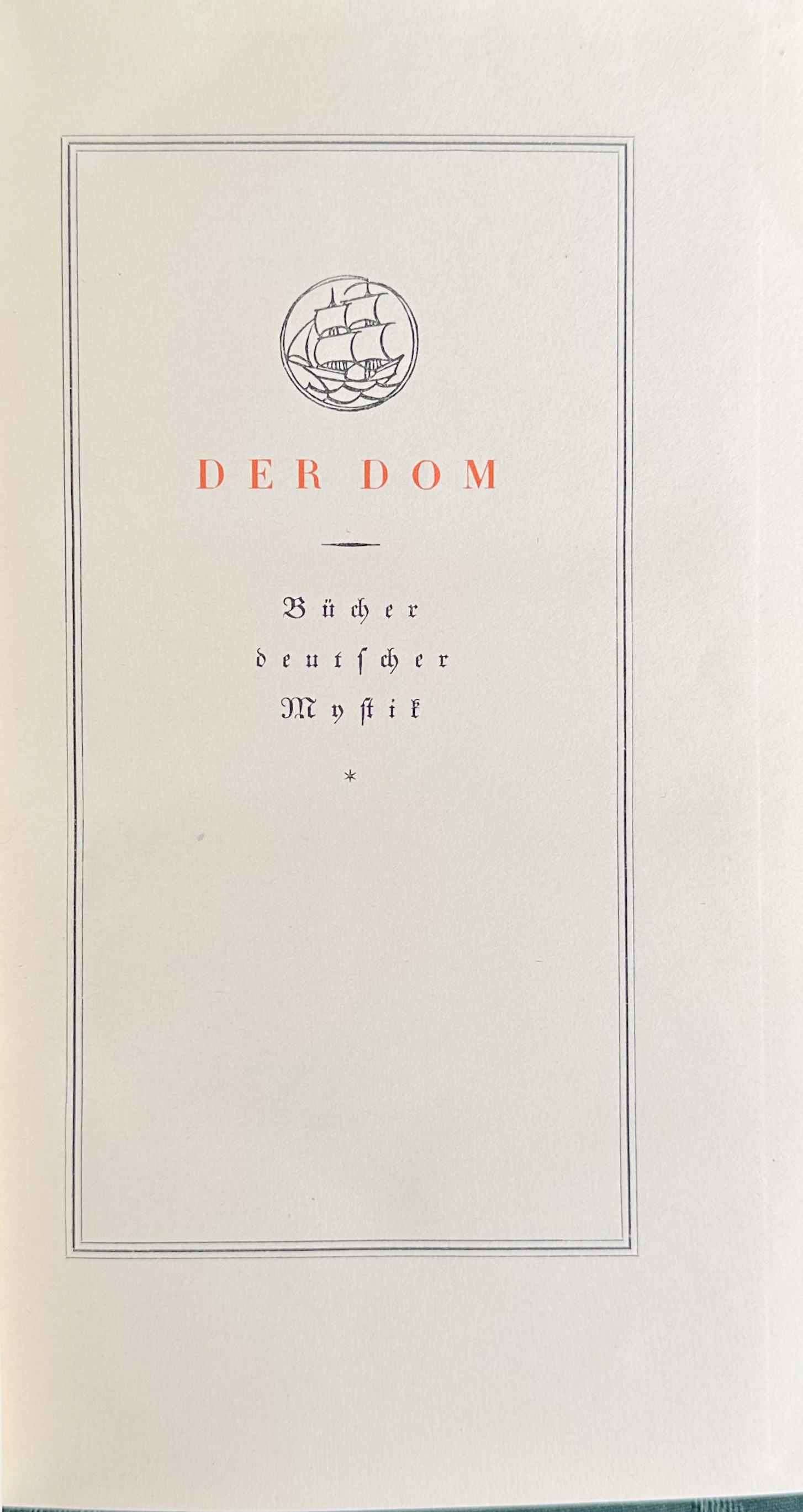
Schmutztitel
mit Reihenangabe

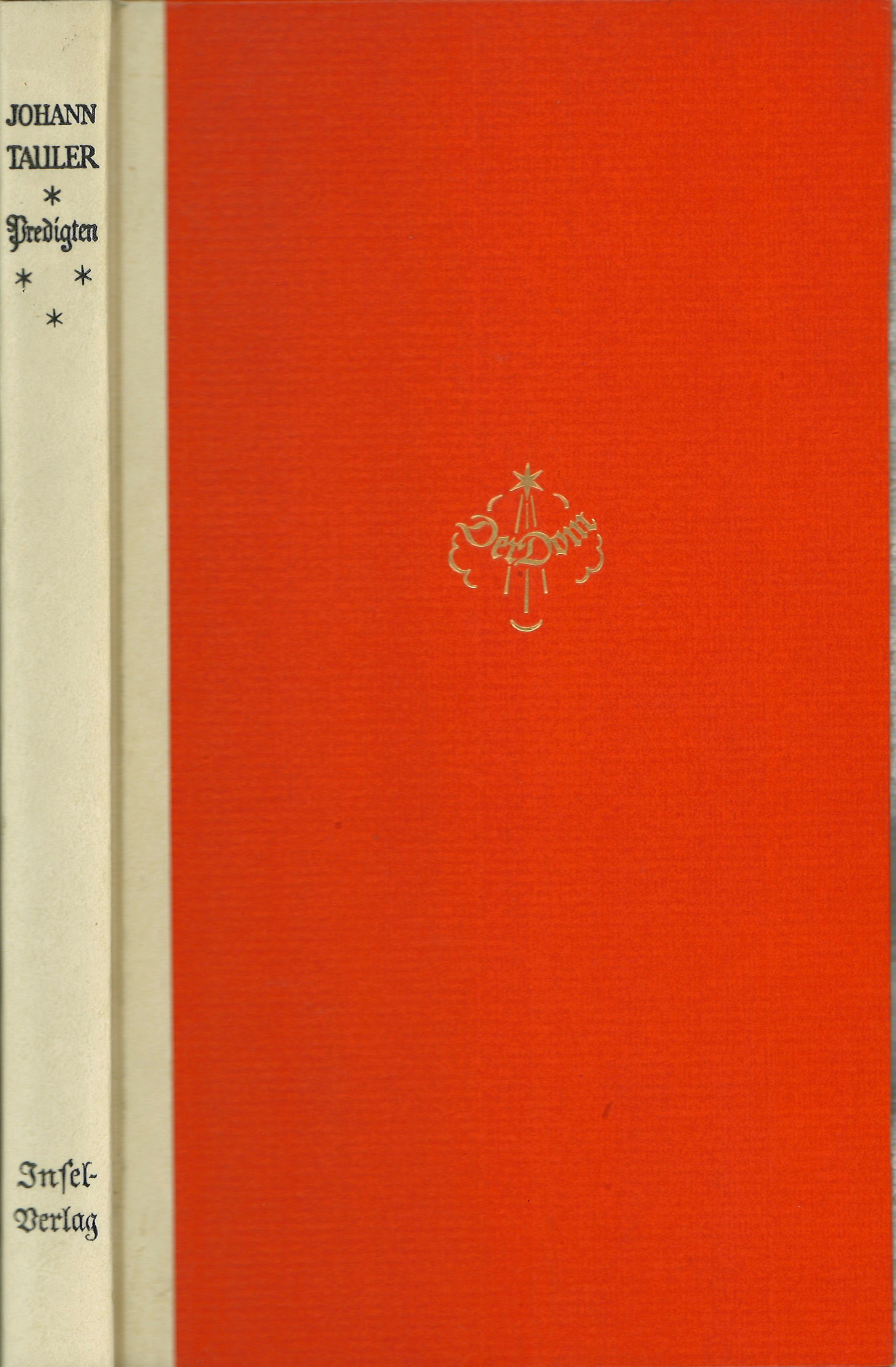
Halbpergamenteinband mit
Reihensignet

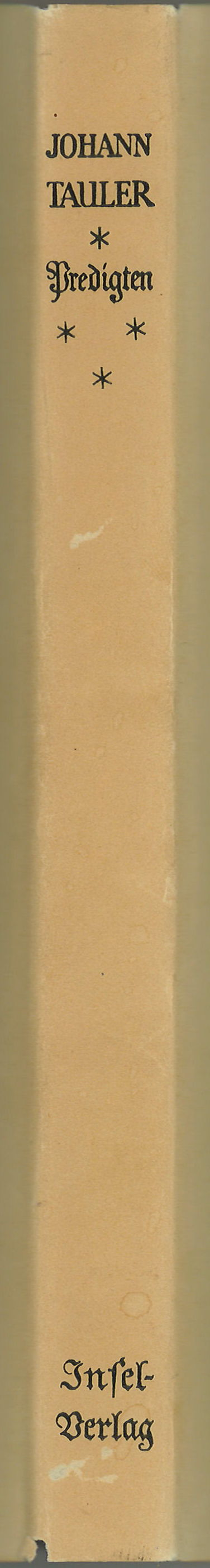
OU

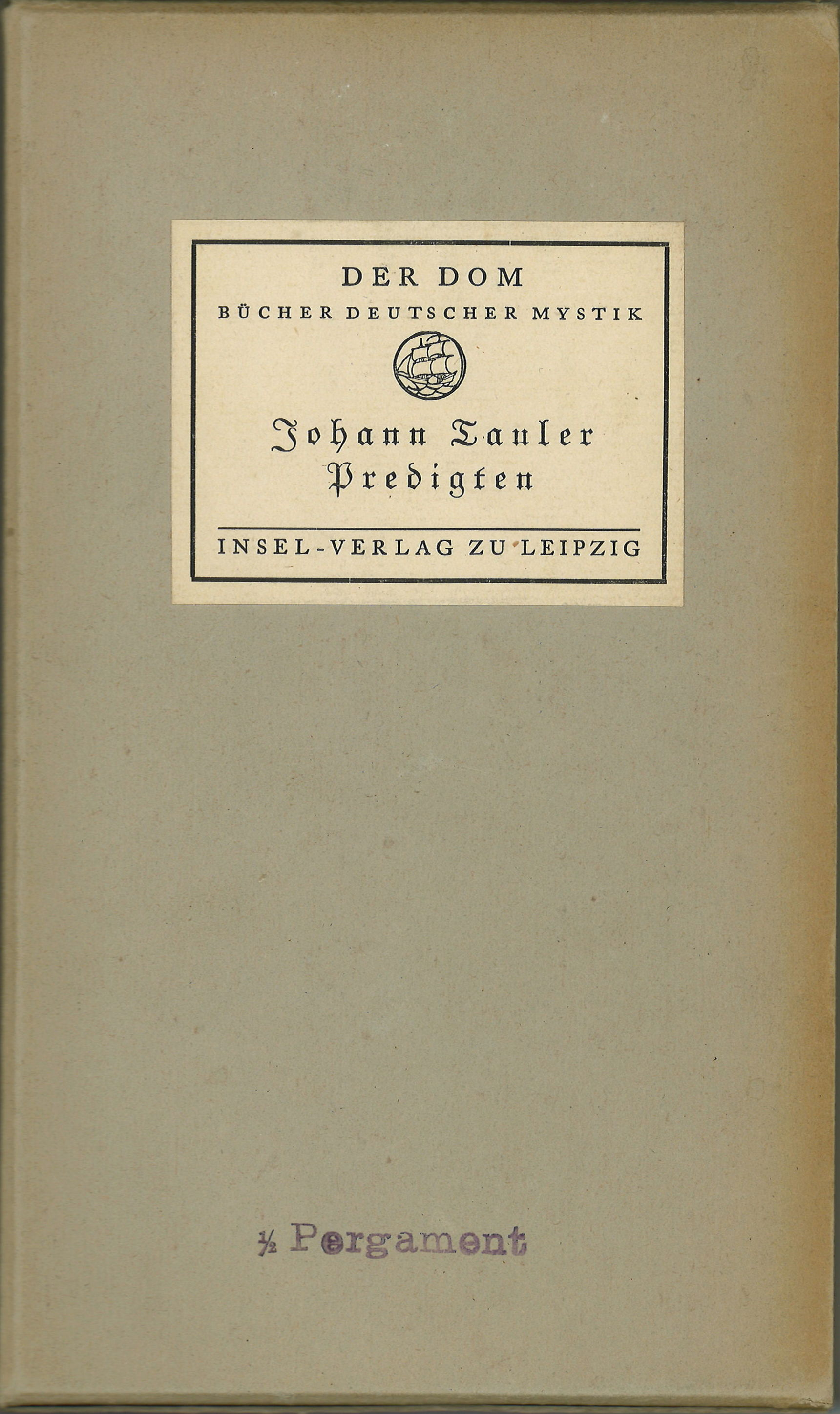
Johann Tauler: Predigten
(Schuber)

Die Bände wurden auf dem vorderen Einband mit einem besonderen Signet ausgestattet, das die Reihenbezeichnung „Der Dom“ enthielt, aber keine Ähnlichkeit mit den bis dahin verwendeten Verlagssignets aufwies. Ein solches, von Eric Gill 1907 gestaltetes, taucht aber dann auf dem Schmutztitel auf, der die Reihenzugehörigkeit der einzelnen Bände ausweist. Die Bände waren in der Unger-Fraktur gesetzt und in rotem, mitunter auch blauem Kleisterpapier in Halbleinen und Halbpergament aufgebunden. Mehrere Bände wurden aber auch in einer blauen Interimsbroschur mit Rückenschild abgegeben, wie Heinrich Seuse Deutsche Schriften, Schulze-Maiziers Mystische Dichtung aus sieben Jahrhunderten oder Hildegard von Bingens Schriften. 
 Es sind bei vielen Titeln auch Schutzumschläge – manche mit Insel-Signet und Reihenbezeichnung sowie Werbetext für die Ausgabe – und mit einem Titelschild versehene Schuber bekannt. Als Beispiel für die Ausstattung eines Halbpergamentbandes in der Reihe mit Schuber und Schutzumschlag ist oben der Band Predigten von Johann Tauler aus dem Jahre 1923 abgebildet.
Durch Nachauflagen wurde die Buchreihe bis in den Zweiten Weltkrieg lieferbar gehalten.

### Faksimileausgabe 1980
Im Herbst 1980 wurde die Reihe vom Insel Verlag Frankfurt in Faksimiles mit einer Gesamtauflage von 1.200 Exemplaren erneut aufgelegt. Davon wurden 100 Exemplare als handschriftlich nummerierte Vorzugsausgabe in Halbpergament aufgebunden. Die Normalausgabe erschien wiederum in Halbleinen. Beide Ausgaben wurden ausschließlich in Leinenkassetten ausgeliefert, die nur komplett abgegeben wurden. Für den Handel legte der Verlag ein vierseitiges Faltblatt auf.

## Aufstellung der ursprünglichen Einzeltitel von 1919 ff.
1. Franz von Baader: Schriften. 1921[7]
2. Jakob Böhme: Schriften. 1920 (Auswahl und Herausgabe von Hans Kayser. Mit der Biografie Böhmes von Abraham von Franckenberg und dem kurzen Auszug [der Hauptlehren Jakob Böhmes] Friedrich Christoph Oetingers)[8]
3. Meister Eckhart: Deutsche Predigten und Traktate. 1927[9]
4. Gustav Theodor Fechner: Zend-Avesta. Gedanken über die Dinge des Himmels und des Jenseits vom Standpunkte der Naturbetrachtung. 1919[10]
5. Joseph Bernhart (Hrsg.): Der Frankfurter. Eine deutsche Theologie. 1922[11]
6. Johann Georg Hamann: Schriften. 1921
7. Hildegard von Bingen: Schriften. 1922
8. Johannes Kepler: Kosmische Harmonie. 1925
9. Friedrich Schulze-Maizier (Herausgeber und Nachwort): Mystische Dichtung aus sieben Jahrhunderten. 1925
10. Theophrast von Hohenheim: Schriften. 1921[12]
11. Heinrich Seuse: Deutsche Schriften. 1924
12. Johannes Tauler: Predigten. 1923
13. Jan van Ruisbroeck: Die Zierde der geistlichen Hochzeit und die kleineren Schriften. 1924